# Lehman Brothers
Lehman Brothers Holdings Inc. (indicador de la NYSE: LEH; frecuentemente acortado a Lehman) fue una compañía global de servicios financieros de Estados Unidos fundada en 1850. Destacaba en banca de inversión, gestión de activos financieros e inversiones en renta fija, banca comercial, gestión de inversiones y servicios bancarios en general.  Antes de declarar la quiebra el 15 de septiembre de 2008, Lehman Brothers era el cuarto banco de inversión más grande de Estados Unidos (detrás de Goldman Sachs, Morgan Stanley y Merrill Lynch) y tenía 680 mil millones de dólares estadounidenses en activos.
Sus principales empresas dependientes del grupo fueron Lehman Brothers Inc., Neuberger Berman Inc., Aurora Loan Services Inc., SIB Mortgage Corporation, Lehman Brothers Bank, FSB, y el Grupo Crossroads. El holding tenía su sede social en la ciudad de Nueva York, con sedes regionales en Londres y Tokio, así como oficinas ubicadas en todo el mundo.
El 15 de septiembre de 2008, Lehman Brothers presentó su declaración formal de quiebra tras el éxodo de la mayoría de sus clientes, pérdidas drásticas en el mercado de valores y la devaluación de sus activos por las principales agencias de calificación de riesgos. Estos fenómenos se produjeron principalmente por el involucramiento de Lehman en la crisis de las hipotecas subprime, asumiendo riesgos excesivos. Posteriormente, se presentaron alegaciones de negligencia que incluso llegaron a acusaciones criminales. La quiebra de Lehman Brothers es la mayor quiebra en la historia de Estados Unidos y está fuertemente asociada a la crisis financiera global de 2008. Además, la quiebra de Lehman impulsó la doctrina del too big to fail. El 16 de septiembre, Barclays anunció un acuerdo para adquirir las divisiones de banca de inversión y compraventa de Lehman Brothers además de su sede social en Nueva York. El 20 de septiembre, el acuerdo fue revisado y aprobado por el juez de bancarrota estadounidense James M. Peck. Una semana después, Nomura Holdings anunció su intención de adquirir las franquicias de Lehman Brothers en la región de Asia-Pacífico, incluyendo las divisiones en Japón, Hong Kong y Australia, y las divisiones de banca de inversión y negocios patrimoniales en Europa y Oriente Medio. Este acuerdo se hizo efectivo el 13 de octubre de 2008.
Su director ejecutivo, junto con los de Goldman Sachs, AIG, Bear Stearns, Merrill Lynch y Magnetar obtuvieron, por su gestión durante la Crisis financiera de 2008, el Premio Ig Nobel de Economía en 2010.
Es importante remarcar que Stephen A. Schwarzman fue managing director de la compañía y que con su jefe Peter Peterson en 1985 fundó The Blackstone Group.

## Historia

### Fundación
En 1844, Henry Lehman, el hijo de un comerciante de ganado, emigró a los Estados Unidos desde Baviera (Alemania) y se instaló en Montgomery (Alabama), abriendo un comercio. En 1847, tras la llegada a los EE. UU. de su hermano Emanuel Lehman, la empresa se convirtió en "H. Lehman and Bro." y con la llegada del hermano menor, Mayer Lehman, en 1850, la firma pasó a llamarse "Lehman Brothers".
Aprovechando el alto valor de mercado del algodón, la empresa comenzó a aceptar como pago cantidades de algodón en bruto, con lo que estableció un negocio de algodón tratado, creciendo hasta convertirse en una de las más importantes de Alabama. Cuando el negocio de la comercialización de algodón se trasladó hasta Nueva York, Lehman Brothers también cambió de ubicación en 1858.

### Expansión
La empresa superó la guerra civil de Estados Unidos sin muchas dificultades y colaboró decisivamente en la fundación del mercado financiero del algodón en Nueva York como mercado de materias primas (1884). Al mismo tiempo, diversificó su negocio entrando en los del café y los ferrocarriles. A principios del siglo XX, empezó a participar en el mercado del tabaco, creándose las primeras compañías subsidiarias del holding. La empresa también consiguió superar sin dificultades significativas la Gran Depresión de 1929. En la década de 1930 se integró en el mercado de la radio y la televisión a través de una asociación con Radio Corporation of America.
En la década de 1970, la empresa adquirió la entidad financiera Abraham & Co, y después se fusionó con Kuhn, Loeb & Co, para formar Lehman Brothers, Kuhn, Loeb Inc, el cuarto banco de inversión más grande de Estados Unidos, detrás de Salomon Brothers, Goldman Sachs y First Boston.
Dificultades financieras hicieron que en la década de 1980 debiera asociarse con American Express y subdividirse en varias entidades agrupadas con otras empresas. Finalmente, se estructuró en Shearson Lehman / American Express y EF Hutton & Co, unidas más tarde como Shearson Lehman Hutton Inc. En la década de 2000 se separó de American Express y comenzó a dotarse de autonomía económica de nuevo, creándose formalmente Lehman Brothers Holding Inc.

### Aumento de la originación de hipotecas (1997-2006)
Lehman fue una de las primeras firmas de Wall Street en incursionar en el negocio de originación de hipotecas. En 1997, Lehman compró el prestamista con sede en Colorado, Aurora Loan Services, un prestamista Alt-A. En 2000, para expandir su línea de originación de hipotecas, Lehman compró el prestamista de hipotecas subprime de la costa oeste BNC Mortgage LLC. Lehman se convirtió rápidamente en una fuerza en el mercado de alto riesgo. En 2003, Lehman obtuvo $ 18,200 millones en préstamos y ocupó el tercer lugar en préstamos. En 2004, esta cifra superó los $40.000 millones. Para 2006, Aurora y BNC prestaban casi $50.000 millones por mes. Para 2008, Lehman tenía activos por $680.000 millones respaldados por solo $22.5 mil millones de capital firme. Desde una posición de capital, sus participaciones inmobiliarias comerciales de riesgo eran 30 veces mayores que el capital. En una estructura tan altamente apalancada, una caída del 3 al 5% en los valores inmobiliarios eliminaría todo el capital.

### Quiebra
En 2007 se vio gravemente afectada por la crisis financiera provocada por los créditos subprime. Acumuló enormes pérdidas por títulos respaldados por las hipotecas a lo largo de 2008. En el segundo trimestre fiscal, Josh McGregor declaró pérdidas por $2800 millones y la empresa se vio obligada a vender $6000 millones en activos. En el primer semestre de 2008, Lehman había perdido el 73% de su valor en bolsa. En agosto de 2008, Lehman informó que tenía la intención de despedir al 6% de su plantilla, unas 1500 personas.
El 13 de septiembre de 2008, Timothy F. Geithner, el presidente del Banco de la Reserva Federal de Nueva York, convocó una reunión sobre el futuro de Lehman en la que se incluía la posibilidad de liquidación de sus activos para sanear la empresa. Lehman informó que estaba en conversaciones con el Banco de América y Barclays para una posible venta de la empresa. Finalmente, el 15 de septiembre de 2008, dos días después, Lehman Brothers anunció la presentación de su quiebra en el Juzgado al haber renunciado a la operación sus posibles compradores.
Lehman Brothers sobrevivió a una guerra civil, a la crisis bancaria de 1907, similar a la originada en 2008, a la crisis económica mundial conocida como el Crac del 29, a escándalos en su papel de intermediador de bonos y a colapsos en hedge funds, pero no consiguió superar la crisis subprime de 2008 que constituye, con un pasivo de $613.000 millones, la mayor quiebra de la historia hasta el momento.

### Venta parcial
El 17 de septiembre de 2008 Barclays anunció la compra de la división bancaria del grupo por $1750 millones, con un activo de $72.000 millones y un pasivo de $68.000 millones. La compra incluía la sede central de Lehman Brothers en Nueva York. La compra se canceló debido a que la decisión de comprar esta entidad a última hora requería que todos los accionistas de Barclays con derecho a voto tenían que estar de acuerdo en realizar dicha compra, lo cual no ocurrió y los gerentes de Lehman se vieron obligados a anunciar su declaración de bancarrota.

### Liquidación de sus activos
El 6 de marzo de 2012 abandona la protección del Capítulo 11 de la ley de quiebras. Comenzará a pagar a sus acreedores $22.000 millones como parte del proceso de total liquidación de sus activos. El plan estima la distribución de $65.000 millones de activos recuperados para los acreedores que reclamaban $450.000 millones. Deberían recibir menos de un séptimo de sus demandas iniciales.

## En la cultura popular
Los eventos que sucedieron el fin de semana de la quiebra del banco fueron llevados a la gran pantalla bajo el título The Last Day of Lehman Brothers, una película británica de 2009.
En la película de animación Mi villano favorito (2010), el personaje protagonista Gru intenta pedir un préstamo en Banco de los Villanos, el banco que financia mundialmente todos los planes malvados de los villanos. En el cartel que anuncia el Banco de los Villanos se encuentra escrito, en letra pequeña, "anteriormente conocido como Lehman Brothers".
En la película Zootopia (2016) aparece el banco "Lemming Brothers Bank" en referencia a Lehman Brothers. 
La película Malas noticias (2011), narra los eventos que sucedieron los días anteriores a la quiebra del banco y los eventos inmediatamente posteriores.
La caída del Lehman Brothers queda representada en La gran apuesta (2015), cuando dos de los personajes deambulan por las oficinas del Lehman Brothers el día de los despidos.
En la película Yucatán (2018), después de que Lucas y Clayderman obtuvieron el dinero del secuestro planeado por Antonio a sus yernos, se puede ver como Clayderman habla con Lucas sobre haber conocido a un sujeto que le recomendó proteger todo el dinero en Lehman Brothers y sale con emoción de las oficinas centrales.
La obra de teatro Lehman Trilogy de Stefano Massini recorre en sus tres actos las tres generaciones de la familia Lehman y el ascenso y caída de Lehman Brothers. Ha tenido una reconocida producción en España dirigida por Sergio Peris-Mencheta en gira desde 2018.